# Xerolirion
Xerolirion là một chi thực vật có hoa trong họ Asparagaceae.